# Migliarino Pisano
Migliarino Pisano är en ort och frazione i kommunen Vecchiano i provinsen Pisa, Toscana i Italien. Orten hade 2 807 invånare 2011 och ligger nära Pisa.